# Зіракі
Зіра́кі (тадж. Зиракӣ) — село у складі Хатлонської області Таджикистану. Адміністративний центр Зірацького джамоату Кулобського району.
Назва означає хитрий.
Населення — 3059 осіб (2010; 2840 в 2009, 1674 в 1978).
Національний склад станом на 1978 рік — таджики, узбеки.
Через село проходить автошлях Р-24 Кулоб-Мумінобод.
У селі народились воїни-інтернаціоналісти, які загинули в Афганістані:
- Тоїр Хасанов (1960—1983)
- Гаюрбек Холов (1962—1981)
- Олім Шаріфов (1962—1981)